# Терман (Айова)
Терман (англ. Thurman) — місто (англ. city) в США, в окрузі Фремонт штату Айова. Населення — 167 осіб (2020).

## Географія
Терман розташований за координатами 40°49′13″ пн. ш. 95°44′56″ зх. д. / 40.82028° пн. ш. 95.74889° зх. д. (40.820224, -95.748810).  За даними Бюро перепису населення США в 2010 році місто мало площу 1,44 км², уся площа — суходіл.

## Демографія
Згідно з переписом 2010 року, у місті мешкало 229 осіб у 80 домогосподарствах у складі 60 родин. Густота населення становила 159 осіб/км².  Було 91 помешкання (63/км²).
Расовий склад населення:
| - 97,4 % — білих - 2,2 % — корінних американців - 0,4 % — чорних або афроамериканців |

До двох чи більше рас належало 0,0 %. Частка іспаномовних становила 1,7 % від усіх жителів.
За віковим діапазоном населення розподілялося таким чином: 33,2 % — особи молодші 18 років, 58,1 % — особи у віці 18—64 років, 8,7 % — особи у віці 65 років та старші. Медіана віку мешканця становила 34,2 року. На 100 осіб жіночої статі у місті припадало 95,7 чоловіків;  на 100 жінок у віці від 18 років та старших — 98,7 чоловіків також старших 18 років.
Середній дохід на одне домашнє господарство  становив 54 553 долари США (медіана — 49 063), а середній дохід на одну сім'ю — 59 438 доларів (медіана — 55 556). За межею бідності перебувало 18,0 % осіб, у тому числі 22,6 % дітей у віці до 18 років та 12,5 % осіб у віці 65 років та старших.
Цивільне працевлаштоване населення становило 79 осіб. Основні галузі зайнятості: освіта, охорона здоров'я та соціальна допомога — 30,4 %, роздрібна торгівля — 16,5 %, оптова торгівля — 13,9 %.